# Bois-de-Céné

Bois-de-Céné este o comună în departamentul Vendée, Franța. În 2009 avea o populație de 1,602 de locuitori.